# Dendropsophus meridianus
Dendropsophus meridianus är en groddjursart som först beskrevs av Lutz 1954.  Dendropsophus meridianus ingår i släktet Dendropsophus och familjen lövgrodor. IUCN kategoriserar arten globalt som livskraftig. Inga underarter finns listade i Catalogue of Life.